# Falana

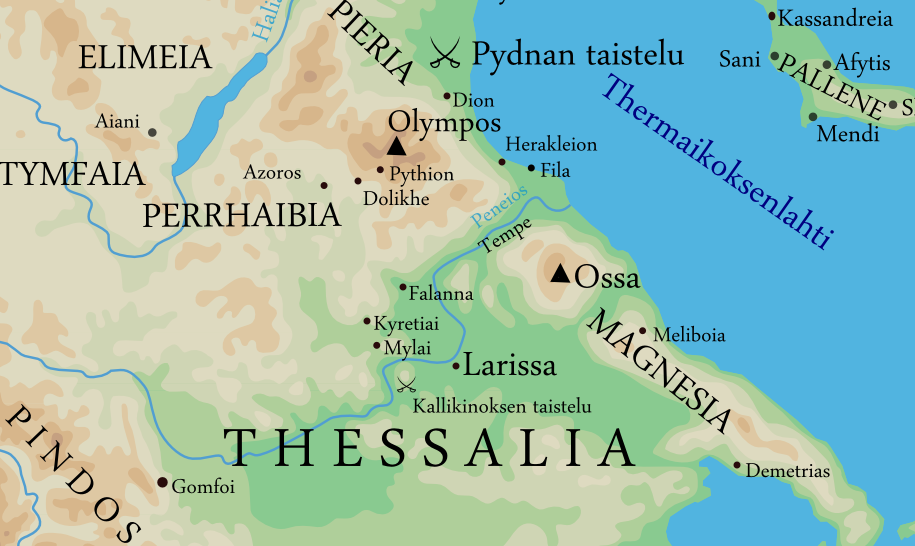
Mapa de l'antiga Grècia i Macedònia, amb Falana a la riba del Peneu

Falana o Falanna (en llatí Phalana o Phalanna, en grec antic Φάλαννα) era una ciutat de Perrèbia a Tessàlia, a la riba esquerra del Peneu, i al sud-oest de Gonnos.
Estrabó diu que la ciutat d'Orte que Homer menciona a la Ilíada és aquesta ciutat de Falana, però a les llistes que dona Plini el Vell són dues ciutats diferents.
La tradició deia que el seu nom hauria derivat d'una filla de Tiro, la filla de Salmoneu, rei de l'Èlide, com recull Esteve de Bizanci. Èfor de Cumes l'anomena Falannos i Hecateu diu que el seu nom era Hippia. Titus Livi explica que va ser una ciutat molt disputada a la Tercera Guerra Macedònica, entre la República Romana i Perseu de Macedònia.
Correspon probablement a la moderna Karadjóli, on queden restes d'una antiga ciutat sobre un turó.